# Барановская (Шенкурский район)
Барановская  — деревня в Шенкурском районе Архангельской области. Входит в состав муниципального образования «Ровдинское».

## География
Деревня расположена в южной части Архангельской области, в таёжной зоне, в пределах северной части Русской равнины, в 48 километрах на юг от города Шенкурска, на левом берегу реки Пуя, близ впадения её в Вагу). Ближайшие населённые пункты: на юге деревня Забейновская, на востоке деревня Аксёновская, на севере деревня Высокая Гора.
Часовой пояс
Барановская, как и вся Архангельская область, находится в часовой зоне МСК (московское время). Смещение применяемого времени относительно UTC составляет +3:00.

## Население
| 2002 | 2010 | 2012 |
| ---- | ---- | ---- |
| 190  | ↘134 | →134 |

## История
Указана в «Списке населённых мест по сведениям 1859 года» в составе Шенкурского уезда(1-го стана) Архангельской губернии под номером «2027» как «Барановская(Седухина)». Насчитывала 6 дворов, 26 жителей мужского пола и 40 женского.
В «Списке населенных мест Архангельской губернии к 1905 году» деревня Барановская(Седухина) насчитывает 20 дворов, 76 мужчин и 78 женщин.  В административном отношении деревня входила в состав Устьпуйского сельского общества Ровдинской волости.
На 1 мая 1922 года в поселении 27 дворов, 57 мужчин и 70 женщин..